# Группы симметрии
Группа симметрии (также группа симметрий) некоторого объекта (многогранника или множества точек из метрического пространства) ― группа всех преобразований, для которых данный объект является инвариантом, с композицией в качестве групповой операции. Как правило, рассматриваются множества точек n-мерного евклидова пространства и движения этого пространства, но понятие группы симметрии сохраняет свой смысл и в более общих случаях.

## Примеры
- Группа симметрии отрезка в одномерном пространстве содержит два элемента: тождественное преобразование и отражение относительно середины отрезка. Но в двумерном евклидовом пространстве существует уже 4 движения, переводящих заданный отрезок в себя. В трехмерном пространстве отрезок обладает бесконечным множеством симметрий (элементами группы симметрии будут, в частности, повороты на произвольный угол вокруг прямой, содержащей этот отрезок).
- Группа симметрии равностороннего треугольника на плоскости состоит из тождественного преобразования, поворотов на углы 120° и 240° вокруг центра треугольника и отражений относительно его высот. В этом случае группа симметрии состоит из 6 преобразований, которые осуществляют все возможные перестановки вершин треугольника. Следовательно, эта группа изоморфна симметрической группе S3. Однако группа симметрии квадрата имеет порядок 8, а симметрическая группа S4 изоморфна группе симметрии правильного тетраэдра.
- Группа симметрии разностороннего треугольника тривиальна, то есть состоит из одного элемента ― тождественного преобразования.
- Если считать, что человеческое тело зеркально симметрично, то его группа симметрии состоит двух элементов: тождественного преобразования и отражения относительно плоскости, которая делит тело на симметричные друг другу правую и левую части.
- Произвольное периодическое замощение плоскости (или орнамент[1]) имеет группу симметрии, элементы которой всеми возможными способами совмещают некий фиксированный элемент замощения с каждым конгруэнтным ему элементом. Это частный (двумерный) случай кристаллографических групп, о которых сказано далее.
- Группы симметрии решёток. В различных областях математики используются различные понятия решётки. В частности:
  - В физике твёрдого тела и теории кристаллографических групп кристаллическая решётка — это обладающее трансляционной симметрией множество точек аффинного пространства. Симметрии этого множества должны сохранять расстояние между точками, то есть быть движениями. Группа этих движений — это кристаллографическая группа (либо сюръективно гомоморфно отображается в кристаллографическую группу)[2].
  - В теории групп решётка — это группа, изоморфная {\displaystyle \mathbb {Z} ^{n}}, с билинейной формой на ней (в трёхмерном евклидовом пространстве соответствует решётке Браве из теории кристаллографических групп с выделенным началом координат). Симметрии такой решётки должны быть автоморфизмами группы. Группа таких автоморфизмов, в отличие от кристаллографической группы, конечна, если билинейная форма решётки соответствует евклидову пространству[3].
- Группа симметрии дифференциального уравнения — группа преобразований переменных, сохраняющих вид уравнения и, следовательно, переводящих решения уравнения в решения, вообще говоря, не совпадающие с исходными.

## Классификация
Ниже предполагается, что для каждой точки {\displaystyle x\in \mathbb {E} ^{n}} множество образов {\displaystyle \{g(x)|g\in G\}}, где {\displaystyle G} — группа симметрии, топологически замкнуто.

### Одномерное пространство
Каждое движение одномерного пространства является либо переносом всех точек прямой на некоторое фиксированное расстояние, либо отражением относительно некоторой точки. Множество точек одномерного пространства обладает одной из следующих групп симметрии:
- тривиальная группа C1
- группа, состоящая из тождественного преобразования и отражения относительно точки (изоморфна циклической группе C2)
- бесконечные группы, состоящие из степеней некоторого переноса (изоморфны бесконечной циклической группе)
- бесконечные группы, для которых образующими являются некоторый перенос и отражение относительно некоторой точки;
- группа всех переносов (изоморфна аддитивной группе действительных чисел)
- группа всех переносов и отражений относительно каждой точки прямой

### Двумерное пространство
В двумерном случае группы симметрии делятся на следующие классы:
- циклические группы C1, C2, C3, … состоящие из поворотов вокруг неподвижной точки на углы, кратные 360°/n
- диэдральные группы D1, D2, D3, …
- специальная ортогональная группа SO(2)
- ортогональная группа O(2)
- 7 групп бордюра
- 17 групп орнамента (или плоских кристаллографических групп)
- бесконечные группы, которые получаются из одномерных групп симметрии добавлением переносов вдоль направления, перпендикулярного исходной прямой
- предыдущий пункт, к которому добавляется симметрия относительно исходной прямой.

### Трехмерное пространство
Перечень конечных групп симметрии состоит из 7 бесконечных серий и 7 случаев, рассматриваемых отдельно. В этот перечень входят 32 точечные кристаллографические группы и группы симметрии правильных многогранников.
Непрерывные группы симметрии включают:
- группу симметрии прямого кругового конуса
- группу симметрии кругового цилиндра
- группу симметрии сферы